# Samostan Gandan
Samostan Gandan (mongolsko: Гандантэгчинлэн хийд, Gandantegchinlen khiid kratko ime: Gandan, mongolsko: Гандан, kitajsko: 甘丹寺, Gāndān Temple) je samostan tibetanskega sloga in leži v mongolski prestolnici Ulan Bator. Obnovljen in oživljen je bil leta 1990. Prevod tibetanskega imena je Velik prostor popolne radosti. Trenutno v njem prebiva več kot 150 menihov. Ima 26,5 metra visok kip Migjid Janraisig, budističnega Bodhisatve, znan tudi kot Avalokitešvara. Pod državno zaščito je prišel v letu 1994.

## Zgodovina
Samostan je bil zgrajen leta 1809, po nalogu Petega Jebtsundampa. Prvi tempelj je bil Gungaachoilin Datsan. Iz tega templja je ostal samo en lesen steber. Leta 1838 je bila Gandantegchenlin tempelj zgrajen skupaj z zasebnim prebivališčem Jebtsundamba.13. dalajlama je živel v rezidenci leta 1904. Leta 1840 je bil zgrajen tempelj Vajradhara, leta 1869 pa še Zuu tempelj. Leta 1913 je bil zgrajen visok tempelj Megjid Janraisig, leta 1925 tempelj za hrambo ostankov Osmega Jebtsundamba. Zdaj je samostanska knjižnica. 
Leta 1930 je komunistična vlada Mongolije, pod vodstvom  Horlogijna Čojbalsana in pod vplivom Stalina uničila večino samostanov in ubila več kot 15.000 lam. 
Samostan Gandantegchinlen Khiid, ki je ušel množičnemu uničevanju, je bil zaprt leta 1938, nato pa ponovno odprt leta 1944, ko je bilo dovoljeno, da nadaljuje kot delujoči budistični samostan, kot simboličen poklon tradicionalni mongolski kulturi in religiji. S koncem marksizma v Mongoliji leta 1990, so bile odpravljene omejitve pri bogoslužju.

## Kip
Prvotni kip, narejen iz bakra, je bil zgrajen po pritožbah mongolske javnosti. Namen je bil, da se ponovno vzpostavi pogled na Bogd Javzandamba (ali osmega Jebtsundamba, znanega tudi kot Bogd Kan), ki je imel naziv cesar Mongolije. Kip je zgradil Bogd Javzandambov glavni minister Chin Wan Khanddorj. Ruski vojaki so izvirni kip leta 1938 razstavili. Po koncu obdobja vpliva Sovjetske zveze, je bil kip Migjid Janraisig leta 1996 ponovno narejen iz bakra, z donacijami Japoncev, Nepalcev in mongolskih ljudi. Obložen je z 2286 dragimi kamni in pozlačen z zlatimi lističi. Votel kip vsebuje 27 ton zdravilnih zelišč, 334 Suter, dva milijona svežnjev manter, plus celoten ger s pohištvom.
Od leta 1992 je vrhovni vodja Centra vseh mongolskih budistov in opat samostana Gandantegchinlen, Lama Gabju Čoijamts Demberel. 

## Kompleks samostana
Samostan je obdan z Gandan ger predmestjem. V samostanskem kompleksu je več zgradb. Stavba severovzhodno je tempelj Ochidara (včasih imenovan Gandan Süm), kjer potekajo najpomembnejše slovesnosti. Okoli tega objekta poteka, v smeri urinega kazalca, kora (romarska pot). Tukaj je tudi velik kip za steklom TsongKhaPe, ustanovitelja Gelugpa sekte. Dvonadstropni tempelj Didan-Lavran v hišnem dvorišču je bil dom 13. dalajlame v času njegovega bivanja tukaj leta 1904. Glavna stavba je Migjid Janraisig Süm. Poleg pozlačenega kipa je tukaj po stenah še na stotine slik lika Ayush, Buda dolgoživosti. 
- Zlati tempelj v samostanu Gandan
- Stupa in druge zgradbe
- Slika iz 19. stoletja
- 26,5 metra visok pozlačen kip Migjid Janraisiga